# آنجله جانسون
آنجلا نیکول جانسون-ریس (زاده ۱۴ مه ۱۹۸۲) یک هنرپیشه، کمدین، و تشویق کننده سابق NFL آمریکایی است. جانسون یکی از بازیگران سریال تلویزیون دیوانه در فصل سیزدهم آن بود.
جانسون در سال ۲۰۰۵ به لس آنجلس نقل مکان کرد تا کمدی حرفه ای را دنبال کند، پس از اینکه یکی از دوستانش به او پیشنهاد کرد که به یک کلاس جوک نویسی بپیوندد. او در کلاس‌های بهبودی شرکت کرد، و به سرعت شروع به تیتر کردن برنامه‌های خود کرد. روال استندآپ او، شامل تصور او از یک کارمند سالن ناخن ویتنامی، در یوتیوب مورد توجه زیادی قرار گرفت. در سال ۲۰۰۷، جانسون به عنوان یک مجری برجسته به گروه بازیگران برنامه کمدی MADtv پیوست.
در سال ۲۰۰۸، جانسون برای کارش در MADtv نامزد دریافت جایزه آلما برای اجرای برجسته زن در یک مجموعه تلویزیونی کمدی شد.
جانسون در سن خوزه، کالیفرنیا، در یک خانواده مسیحی مذهبی به دنیا آمد و بزرگ شد و همچنان یک مسیحی است. او اصالتاً مکزیکی و بومی آمریکایی است. او از سن ۸ سالگی یک تشویق کننده پاپ وارنر بود و در فوتبال، سافت بال و پیست فعال بود. او همچنین هیپ هاپ و بریک رقص را تمرین کرد. او بازیگری را از دبیرستان شروع کرد و به ویژه به تقلید از لهجه‌های مختلف علاقه داشت. او بعدها در کالج دی انزا در رشته ارتباطات گفتاری تحصیل کرد. او متعاقباً پس از عضویت در سال ۲۰۰۲، یک تشویق کننده برای اوکلند رایدرز شد به عنوان یکی از اعضای اوکلند رایدرتس، او به عنوان تازه‌کار سال انتخاب شد و در سوپر باول XXXVII اجرا کرد.
جانسون در ۱۱ ژوئن ۲۰۱۱ در خلیج هف مون بی، کالیفرنیا، با مانوئل ریس، ازدواج کرد. پیش از این، او اظهار داشت که این زوج از خود بچه نمی‌خواهند، اگرچه از گذراندن وقت با خواهرزاده‌ها و برادرزاده‌های خود لذت می‌برند. در ۲۹ دسامبر ۲۰۲۲ این زوج اعلام کردند که در سال ۲۰۲۳ در انتظار یک نوزاد هستند. جانسون دختر این زوج روزالی هارلو ریس را در ۱۴ ژوئن ۲۰۲۳ به دنیا آورد.

## فیلم‌شناسی

### فیلم
| سال  | عنوان                 | نقش                 |
| ---- | --------------------- | ------------------- |
| ۲۰۰۷ | جعبه                  |                     |
| ۲۰۰۹ | آلفین و چپمونک: سکویک | جولی اورتاگا        |
| ۲۰۱۰ | عروسی خانوادگی ما     | ایزابل              |
| ۲۰۱۰ | اینطوری می‌کنیم        | خودش                |
| ۲۰۱۰ | مارمادوک              | افغان شماره ۲ (صوت) |
| ۲۰۱۳ | کافی گفت              | کتی                 |
| ۲۰۱۴ | شب مامان‌ها بیرون      | میزبان رستوران      |
| ۲۰۱۴ | کتاب زندگی            | آدلیتا / نینا (صوت) |
| ۲۰۱۷ | زنده شدن گاوین استون  | کلی رچرچسون         |
| ۲۰۲۰ | قانون باز کردن        |                     |
| ۲۰۲۳ | خیابان کندی کین       |                     |

### تلویزیون
| سال               | عنوان                                     | نقش            | مجموع قسمت‌ها                      |
| ----------------- | ----------------------------------------- | -------------- | --------------------------------- |
| ۲۰۰۶              | عشق، شرکت                                 | مشتری زن       | ۱                                 |
| ۲۰۰۷              | در بالا                                   | خودش           |                                   |
| ۲۰۰۷ – ۲۰۰۸، ۲۰۱۶ | MADtv                                     | شخصیت‌های مختلف | ۴                                 |
| ۲۰۰۸              | دیو کاپلان خلبان بدون عنوان               | ماریا          |                                   |
| ۲۰۰۸              | جوایز پیش نمایش فیلم                      | خودش           |                                   |
| ۲۰۰۹              | کمدی سنترال                               | خودش           |                                   |
| ۲۰۱۰              | بتی زشت                                   | وندی           |                                   |
| ۲۰۱۰              | لوپز امشب                                 | خودش           |                                   |
| ۲۰۱۱              | اشتیاق خود را مهار کنید                   | میمی           |                                   |
| ۲۰۱۶              | MADtv 20th Anniversary Reunion            | Bon Qui Qui    |                                   |
| ۲۰۱۸              | آیا توجه کرده‌اید؟                         | خودش           | ۱                                 |
| ۲۰۱۹              | سوپراستور                                 | رابین گرین     | ۱                                 |
| ۲۰۲۲              | رقص واقعی کثیف (سریال تلویزیونی آمریکایی) | خودش           | ۴                                 |
| ۲۰۲۳              | آشپزخانه جهنمی                            | خودش           | اپیزود: "فقط ماهی DARN را بیاور!" |

## دیسکوگرافی

### آلبوم‌های استودیویی
به عنوان Bon Qui Qui:
| عنوان            | جزئیات آلبوم                                                                            |
| ---------------- | --------------------------------------------------------------------------------------- |
| رویاهای روکش طلا | - تاریخ انتشار: ۲۰ ژانویه ۲۰۱۵ - فرمت: سی دی، دانلود دیجیتال - برچسب: وارنر موزیک نشویل |

### نمایشنامه‌های تمدید شده
- The Come Up (2012)[۱۲]